# Rudy Matondo
Rudy Nzingoula Matondo (Évry-Courcouronnes, 13 marzo 2008) è un calciatore francese, centrocampista dell'Auxerre.

## Biografia
Suo fratello maggiore Rabby Nzingoula è a sua volta un calciatore professionista.

## Carriera

### Club
È cresciuto nel settore giovanile dell'Auxerre, con cui nel gennaio del 2025 è stato aggregato alla squadra riserve, militante nella quinta divisione francese; successivamente sempre nella medesima stagione ha anche esordito in prima squadra: più precisamente, vi ha debuttato il 6 aprile 2025 nell'incontro di Ligue 1 vinto 1-0 contro il Rennes.

### Nazionale
Ha giocato nelle nazionali giovanili francesi Under-16 ed Under-17.

## Statistiche

### Presenze e reti nei club
Statistiche aggiornate al 19 gennaio 2025.
| Stagione        | Squadra         | Campionato      | Campionato | Campionato | Coppe nazionali | Coppe nazionali | Coppe nazionali | Coppe continentali | Coppe continentali | Coppe continentali | Altre coppe | Altre coppe | Altre coppe | Totale | Totale | Totale |
| Stagione        | Squadra         | Comp            | Pres       | Reti       | Comp            | Pres            | Reti            | Comp               | Pres               | Reti               | Comp        | Pres        | Reti        | Pres   | Reti   |        |
| --------------- | --------------- | --------------- | ---------- | ---------- | --------------- | --------------- | --------------- | ------------------ | ------------------ | ------------------ | ----------- | ----------- | ----------- | ------ | ------ | ------ |
| gen.-giu.2025   | Auxerre 2       | N3              | 5          | 0          | -               | -               | -               | -                  | -                  | -                  | -           | -           | -           | 5      | 0      |        |
| apr.-giu.2025   | Auxerre         | L1              | 4          | 0          | CF              | -               | -               |                    | -                  | -                  |             | -           | -           | 4      | 0      |        |
| Totale carriera | Totale carriera | Totale carriera | 9          | 0          |                 | -               | -               |                    | -                  | -                  |             | -           | -           | 9      | 0      |        |